# ساكريس كوبيلا
ساكريس كوبيلا (مواليد 1996 ومن همبيلا، بالقرب من فورسا ) هو طالب طب فنلندي متحول جنسيًا كان يشغل منصب رئيس سيتا (الاسم كان في الأصل اختصارًا يعني Seksuaalinen tasavertaisuus "المساواة بين الجنسين") عام 2019-2020 و هي المنظمة الرئيسية لحقوق المثليين في فنلندا.

## سيرة شخصية
تم تعيين كوبيلا أنثى عند الولادة ولكنها عانت من خلل في النوع الاجتماعي منذ سن مبكرة. في سن التاسعة عشرة، بدأ العملية القانونية لتغيير الجنس من أنثى إلى ذكر. كشرط لذلك، كان عليه أولاً أن يتلقى تشخيصًا نفسيًا للتحول الجنسي الذي يعادل الحالة باضطراب عقلي.
بالإضافة إلى ذلك، لدى فنلندا مطلب قانوني ثان لتغيير الجنس وهو التعقيم. رفض كوبيلا هذا، وحُرم من تغيير الجنس القانوني. رداً على ذلك، بدأ حملة دولية شاركت فيها منظمة العفو الدولية لتغيير القانون الفنلندي باعتباره ينتهك حقوق المتحولين جنسياً. يعتبر الأخير جزءًا لا يتجزأ من حقوق الإنسان الشاملة.
كان هذا على الرغم من اعتبار حقوق المثليين في فنلندا من أكثر الحقوق تقدمية في العالم.
انتهت الحملة في أغسطس 2017، عندما قررت الحكومة الفنلندية عدم تعديل قانون التحولات بين الجنسين.
كوبيلا متزوج، بموجب قانون زواج المثليين الفنلندي، من جانا تيري الناشطة في مجال حقوق ذوي الاحتياجات الخاصة. يقيمون في هلسنكي، حيث يتابع دراساته الطبية في جامعة هلسنكي.
في عام 2019، تم إدراجه ضمن أفضل عشرة مهنيين طبيين نفوذاً في فنلندا.